# رافائل بارنو
رافائل بارنو (انگلیسی: Rafael Barreno؛ زادهٔ ۳۰ سپتامبر ۱۹۷۷) کشتی‌گیر سابق اهل ونزوئلا است.